# لويس ماريو ميراندا دا سيلفا
لويس ماريو ميراندا دا سيلفا (بالبرتغالية: Luís Mário Miranda da Silva) (الكورية: 루이스 마리우 미란다 다 실바) هو لاعب كرة قدم كوري جنوبي وبرازيلي، ولد في 1 نوفمبر 1976 في بارا في البرازيل. لعب مع أتلتيكو براغانتينو وأتلتيكو مينيرو وبوتافوغو ريغاتاس وغريميو بورتو أليغرينزي وفيتوريا دي غيماريش ونادي بونتي بريتا ونادي ريو برانكو ونادي سانت غالن ونادي سول ونادي كريسيوما ونادي كوريتيبا ونادي كورينثيانز ونادي موجي ميريم.

## وصلات خارجية
- لويس ماريو ميراندا دا سيلفا على موقع دوري كوريا الجنوبية (الإنجليزية)
- لويس ماريو ميراندا دا سيلفا على موقع قاعدة بيانات كرة القدم.إي يو (الإنجليزية)